# 1301-es busz
Az 1301-es jelzésű autóbusz egy országos autóbuszjárat amely Salgótarján és Debrecen között közlekedik.

## Közlekedése
A járatok Bátonyterenye, Mátraverebély, Pásztó, Szurdokpüspöki, Gyöngyöspata, Gyöngyös településeken haladnak keresztül. Gyöngyös után a járat felhajt az M3-as autópályára amiről a füzesabonyi csomópontban hajt le, majd keresztülhalad Dormándon, Besenyőtelken, Poroszlón Tiszafüreden és Hortobágy településen, utóbbi két helyen a buszok meg is állnak.
Csak a hetek utolsó tanítási napján, illetve az első tanítási napot megelőző munkaszüneti napokon közlekedik. Pénteken 8:10-kor indul Salgótarjánból és 12:15-kor érkezik Debrecenbe, majd 14:00 visszaindul onnan. Salgótarjánba 18:05-kor érkezik vissza. Vasárnapokon 13:45-kor indul és 17:45-re ér Debrecenbe, ahonnan 18:45-kor indul vissza Salgótarjánba, ahova 22:20-kor fut be. Útvonalának hossza 210,5 km, menetideje 4 óra 5 perc (245 perc).

## Megállóhelyei
| 0  | Salgótarján, autóbusz-állomás               | 21 | 1, 2A, 2T, 3C, 5, 6, 7, 7A, 7B, 7C, 8, 9, 11, 11A, 11B, 11Y, 13, 14, 19, 27A, 36, 46, 58, 63, 63S 1010, 1012, 1020, 1021, 1305, 1347, 1349, 1351, 1352, 1354, 1384, 1447, 1448 3015, 3022, 3024, 3030, 3034, 3044, 3045, 3051, 3052, 3055, 3056, 3058, 3060, 3061, 3062, 3064, 3065, 3066, 3067, 3070, 3072, 3075, 3080, 3081, 3082, 3084, 3090, 3092, 3093, 3094 személyvonat |                                                     |
| 1  | Salgótarján (Zagyvapálfalva), felüljáró     | 20 | 9, 13, 19, 63, 63S 1010, 1012, 1020, 1021, 1305, 1347, 1349, 1351, 1354, 1384, 1447, 1448 3045, 3051, 3052, 3055, 3056, 3058, 3060, 3061, 3062, 3064, 3065, 3066, 3067, 3070, 3072, 3075, 3080, 3081, 3082 |                                                     |
| 2  | Salgótarján, szécsényi útelágazás           | 19 | 9, 13, 19, 63, 63S 1010, 1012, 1020, 1021, 1305, 1347, 1349, 1351, 1354, 1384 3045, 3051, 3052, 3055, 3056, 3058, 3060, 3061, 3062, 3064, 3065, 3066, 3067, 3070, 3072, 3075, 3080, 3081, 3082 |                                                     |
| 3  | Bátonyterenye (Kisterenye), ózdi útelágazás | 18 | 3, 3A, 3C, 11A 1020, 1021, 1305, 1347, 1349, 1351, 1354, 1384, 1447, 1448 3046, 3051, 3052, 3055, 3056, 3058, 3060, 3061, 3062, 3064, 3065, 3066, 3067, 3108, 3153, 3154, 3156, 3166 |                                                     |
| 4  | Bátonyterenye (Kisterenye), posta           | 17 | 3, 3A 1021, 1305, 1347, 1351, 1384, 1447, 1448 3046, 3051, 3052, 3055, 3056, 3058, 3060, 3061, 3062, 3065, 3066, 3067, 3108, 3153, 3154, 3156, 3166 |                                                     |
| 5  | Bátonyterenye, (Maconkai) templom           | 16 | 2, 3, 3A 1305, 1349, 1351, 1354 3051, 3052, 3055, 3056, 3058, 3060, 3061, 3062, 3065, 3066, 3067, 3108, 3152, 3153, 3154, 3156, 3166 |                                                     |
| 6  | Bátonyterenye (Nagybátony), bányaváros      | 15 | 2, 3, 3A 1021, 1031, 1034, 1305, 1349, 1351, 1354 3051, 3052, 3055, 3056, 3058, 3060, 3061, 3062, 3065, 3066, 3067, 3108, 3152, 3153, 3154, 3156, 3166 |                                                     |
| 7  | Bátonyterenye (Nagybátony), Ózdi út 10.     | 14 | 2, 3, 3A 1021, 1031, 1034, 1305, 1349, 1351, 1354 3051, 3052, 3055, 3056, 3058, 3060, 3061, 3062, 3065, 3066, 3067, 3108, 3152, 3153, 3154, 3156, 3166 |                                                     |
| 8  | Mátraverebély, szentkúti elágazás           | 13 | 1020, 1021, 1031, 1034, 1305 3060, 3061, 3062, 3064, 3065, 3066, 3067, 3166 |                                                     |
| 9  | Tar, vasútállomás                           | 12 | 1021, 1305 3060, 3061, 3062, 3064, 3065, 3067, 3070 személyvonat | Tar vasútállomás                                    |
| 10 | Tar, községháza                             | 11 | 1021, 1305 3060, 3061, 3062, 3064, 3065, 3067, 3070 |                                                     |
| 11 | Tar, Szondy út 14.                          | 10 | 1305 3060, 3061, 3062, 3064, 3065, 3067, 3070 |                                                     |
| 12 | Pásztó, Fő út 73.                           | 9  | 414 1021, 1305 3060, 3061, 3062, 3064, 3065, 3067, 3070, 3265, 3657 |                                                     |
| 13 | Pásztó, Csillag tér                         | 8  | 414 1021, 1024, 1305, 1308 3060, 3061, 3062, 3064, 3065, 3067, 3072, 3235, 3240, 3241, 3261, 3262, 3263, 3264, 3266, 3315, 3607 |                                                     |
| 14 | Szurdokpüspöki, Szabadság tér               | 7  | 414 1021, 1305, 1308 3060, 3061, 3062, 3064, 3065, 3261, 3262, 3263, 3607 |                                                     |
| 15 | Gyöngyöspata, városháza                     | 6  | 1305, 1308 3610, 3677, 3678, 3680, 3698 |                                                     |
| 16 | Gyöngyöspata, szűcsi elágazás               | 5  | 1305, 1308 3610, 3677, 3678, 3680, 3698 |                                                     |
| 17 | Gyöngyös, autóbusz-állomás                  | 4  | 1A 411, 413, 415 1040, 1044, 1045, 1046, 1049, 1050, 1054, 1066, 1068, 1069, 1305, 1308, 1348, 1427, 1469, 1515 3445, 3448, 3471, 3492, 3602, 3604, 3612, 3650, 3651, 3652, 3655, 3656, 3660, 3661, 3662, 3663, 3664, 3665, 3666, 3670, 3671, 3673, 3675, 3676, 3677, 3678, 3680, 3681, 3685, 3688, 3691, 3693, 3694, 3696, 3697, 3698, 3699, 4602, 4653 | Gyöngyös autóbusz-állomás                           |
| 18 | Tiszafüred, autóbusz-állomás                | 3  | 1 1068, 1069, 1075, 1343, 1344, 1375, 1377, 1447, 1448, 1468, 1516 3431, 3561, 3562, 4487, 4608, 4609, 4613, 4614, 4701, 4702, 4753, 4755, 4757, 4760 személyvonat | Tiszafüred vasútállomás Tiszafüred autóbusz-állomás |
| 19 | Hortobágy, csárda                           | 2  | 1343, 1344 |                                                     |
| 20 | Debrecen, Böszörményi út                    | 1  | 15, 15Y, 21, 24, 24Y, 33, 35E, 36E, A1 1343, 1344, 1447, 1448, 1450 4450, 4451, 4452, 4453, 4459, 4460, 4461, 4463, 4464, 4466 |                                                     |
| 21 | Debrecen, autóbusz-állomás                  | 0  | 10, 10A, 10Y, 19, 25, 25Y, 34, 35, 35Y, 36, 41, 41Y, 45, 46, 46E, 46EY, 46H, 46Y, 49Y, 125, 125Y, 146 3, 3A, 4, 5, 5A 1060, 1343, 1344, 1372, 1373, 1374, 1410, 1411, 1432, 1440, 1441, 1443, 1446, 1447, 1448, 1449, 1450 4225, 4304, 4323, 4324, 4400, 4401, 4402, 4403, 4405, 4406, 4407, 4408, 4410, 4412, 4413, 4414, 4416, 4420, 4421, 4422, 4423, 4430, 4431, 4432, 4433, 4434, 4438, 4440, 4445, 4446, 4447, 4450, 4451, 4452, 4453, 4459, 4460, 4461, 4463, 4464, 4466, 4475, 4477, 4502, 4506, 4512, 4521 | Debrecen autóbusz-állomás                           |